# Sabino Augusto Montanaro
Sabino Augusto Montanaro (Asunción, 30 juli 1922 – aldaar, 10 september 2011) was een Paraguayaans politicus. Van 1968 tot en met 1989 bekleedde hij de positie van minister van Binnenlandse Zaken onder het militaire regime van Alfredo Stroessner.
Na de val van het regime vroeg hij politiek asiel aan in Honduras. Toen hij twintig jaar later, op 1 mei 2009, vrijwillig terugkeerde naar Paraguay werd hij opgesloten wegens schending van de mensenrechten en misdaden tegen de menselijkheid. Zijn gezondheidstoestand liet hem echter toe om vervroegd vrijgelaten te worden.
Montanaro overleed op 89-jarige leeftijd in zijn woning nabij de Paraguayaanse hoofdstad Asunción ten gevolge van longcomplicaties. Met zijn overlijden vervielen ook tientallen rechtszaken die tegen hem liepen wegens zijn misdaden tegen de menselijkheid.